# 백립암

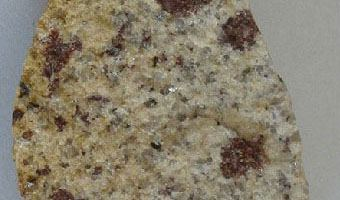
백립암

백립암(白粒岩, Granulite)은 고온의 변성작용을 받은 세립~중립질의 변성암이다. 주로 장석으로 구성되고 석영과 무수 고철질 광물을 수반하며 입상변정(granoblastic)조직, 편마구조에서 괴상구조를 보인다. 여러 백립암들이 심부 대륙 지각 표본을 나타내기 때문에 지질학자들에게 매우 중요한 의미를 가진다. 어떤 백립암은 고온 상태에서 더 낮은 지각 깊이에서 나타나는 압력의 저하를 경험하기도 하고, 어떤 것은 깊은 곳에서 남아 있는 동안 냉각되기도 한다.
백립암에서 나타나는 광물들은 백립암의 모암에 따라, 그리고 변성작용 동안의 온도 압력 상태에 따라 다양하다. 대륙의 고등급 변성암에서 발견되는 백립암의 전형적인 유형은 휘석, 사장석과 부성분 광물로 석류석, 산화광물을 가지며, 각섬석도 있을 수 있다. 단사휘석과 사방휘석 모두가 나타날 수 있으며 변성 현무암 내에서 단사휘석과 사방휘석이 공존한다면 백립암상으로 규정된다.

## 같이 보기
- 변성암